# Seven Deadly Sins, le film : Prisoners of the Sky
Autre
Seven Deadly Sins, le film : Prisoners of the Sky (劇場版 七つの大罪 天空の囚われ人, Nanatsu no Taizai - Prisoners of the Sky) est le premier film d'animation issu du manga Seven Deadly Sins de Nakaba Suzuki, sorti le 18 août 2018 en salle japonaise.

## Synopsis
Les Seven Deadly Sins se rendent dans un pays lointain à la recherche d'un l'ingrédient mystérieux nommé le "sky fish". Meliodas et Hawk se retrouvent dans un "Sky Palace" situé au-dessus des nuages, où tous les habitants ont des ailes. Meliodas est pris pour un garçon qui a commis un crime et est jeté en prison. Pendant ce temps, les habitants préparent une cérémonie de défense contre une bête féroce qui se réveille tous les 3 000 ans. Mais les Six Knights of Black, une armée du clans des démons, arrivent et enlèvent le sceau de la bête afin de menacer la vie des habitants du Sky Palace. Meliodas et ses alliés rencontrent les Six Knights of Black et le combat s'engage.

## Fiche technique
- Titre original : 劇場版 七つの大罪 天空の囚われ人 (Gekijō-ban Nanatsu no Taizai Tenkū no Torawarebito)
- Titre traduit en français : Les Sept Péchés Capitaux, le film : Prisonniers du Ciel
- Titre traduit en anglais : The Seven Deadly Sins, le film : Prisoners of the Sky
- Directeur : Noriyuki Abe et Yasuto Nishikata
- Scénario : Makoto Uezu
- Histoire :
- Musique : Hiroyuki Sawano et Takafumi Wada
- Directeur d’animation :
- Character design :
- Studio d’animation : A-1 Pictures
- Distributeur :
- Durée : 99 minutes
- Dates de sortie
  -  Japon : 18 août 2018[1]
  -  France : 1er janvier 2019 sur Netflix

## Doublage
| Personnages      | Personnages      | Voix japonaises    | Voix françaises     |
| ---------------- | ---------------- | ------------------ | ------------------- |
| Méliodas         | Méliodas         | Yūki Kaji          | Benjamin Bollen     |
| Elizabeth Liones | Elizabeth Liones | Sora Amamiya       | Adeline Chetail     |
| Hawk             | Hawk             | Misaki Kuno        | Patricia Legrand    |
| Diane            | Diane            | Aoi Yūki           | Caroline Mozzone    |
| Ban              | Ban              | Tatsuhisa Suzuki   | Arnaud Laurent      |
| King             | King             | Jun Fukuyama       | Julien Crampon      |
| Gowther          | Gowther          | Yūhei Takagi       | Jean-François Pages |
| Merlin           | Merlin           | Maaya Sakamoto     | Francoise Escobar   |
| Escanor          | Escanor          | Tomokazu Sugita    | Vincent Ribeiro     |
| Sorada           | Sorada           | Tsubasa Yonaga     | Grégory Laisné      |
| Ellatte          | Ellatte          | Haruka Tomatsu     | Kelly Marot         |
| Bellion          | Bellion          | Toshiyuki Morikawa | Frédéric Popovic    |